# 深沢芹香
深沢 芹香（ふかざわ せりか、1981年3月5日 - ）は、日本の元AV女優。
身長:154cm。スリーサイズ:B92(F)・W63・H88。血液型:O型。

## 略歴
2000年1月に『卒業 妹のヒミツ』でAVデビュー。
同年中に引退。

## 出演作品

### アダルトビデオ
- 卒業 妹のヒミツ （2000年1月22日、メディア・タイフーン）
- 美しき狩人 （2000年2月19日、メディア・タイフーン）
- ワイセツ召使い （2000年3月31日、メディア・タイフーン）
- THREESOME LESBIANS （2000年5月15日、Mr.プレジデント）…共演:瑞紀早姫、葉月ありさ
- GAL-MIXX お姉ギャル VS コギャル 4 （2000年6月30日、グローリークエスト）…共演:有里あかね
- B-FUCK （2000年7月1日、Mr.プレジデント）
- 妹はデカプリン （2003年11月1日、マルクス兄弟） ※『卒業 妹のヒミツ』のセル版
- ボイ～ンちゃんは召使い （2003年12月1日、マルクス兄弟） ※『ワイセツ召使い』のセル版

発売日不明
- 早熟痴女 （グローリークエスト）
- 大和撫子 （北都映像）
- 官能小説朗読オナニー （オブテイン・フューチャー）

## 書籍

### 写真集
- So long････ （2000年3月、心交社） - 撮影:中村隆行